# Napájecí zdroj (počítač)

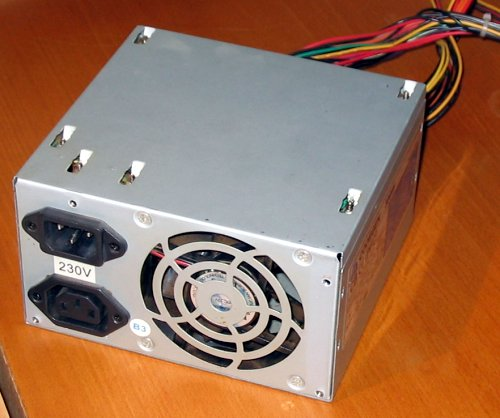
Napájecí zdroj osobního počítače

Napájecí zdroj počítače (PSU – Power Supply Unit) je v informatice zařízení sloužící ke transformaci nízkého napětí (ze zásuvky, tj. 110 až 240 voltů) na malé napětí používané uvnitř počítače (3,3 až 12 V). V roce 2023 je nejrozšířenějším standardem pro stolní počítače typ ATX (nebo jejich zmenšené varianty TFX, SFX) a jsou vyráběny pro různý elektrický výkon (např. 350 wattů, 400, 450, … 700 W i více). Nejnovější verze standardu ATX je 2.31 (z poloviny r. 2008). Dále zdroje mohou být modulární a semi-modulární. Modulární znamená že kabely které vedou ze zdroje lze odpojit nebo připojit dle potřeby. Semi-modulární zdroj obsahuje napevno přidělané 24 pin pro napájení základní desky a 4 nebo 8 pin pro napájení procesoru. SATA, Molex a 6 pin na grafiku lze odpojit nebo připojit jako u modulární zdroje. Notebooky mají obvykle nestandardní napájecí zdroje (různá výstupní napětí i výkon). Přenosná zařízení (chytrý telefon, tablet) využívají standardní 5 V zdroje s konektorem pro USB kabel, které se v roce 2022 odlišují různými standardy pro rychlé nabíjení (Quick Charge, Fast charge, USB-PD a podobně).

## Charakteristika
V domácích rozvodech elektřiny je nízké střídavého napětí 230 V a 50 Hz (v některých místech České republiky může být i původních 110 V, podobně 100 až 127 V v Severní Americe, Jižní Americe, Japonsku, Tchaj-wanu a 220 až 240 V ve zbytku světa). Některé zdroje mají proto na zadní části přepínač pro změnu vstupního napětí mezi 230 a 110 V, ostatní se automaticky přizpůsobí jakémukoli napětí v tomto rozsahu.

## Technické informace
Technické informace jsou uvedeny na výrobním štítku zdroje (napájecí napětí, maximální příkon, certifikace atd.). Nejčastějším certifikačním znakem bezpečnosti je UL, GS Mark, TUV, NEMKO, SEMKO, Demko, FIMKO, CCC, CSA Group, VDE, GOST R, BSMI. Údaje týkající se elektromagnetické interference (EMI/RFI) je označení CE, FCC nebo C-Tick. Značka CE je vyžadována pro napájecí zdroje prodávané v Evropě a Indii. Mohou být přítomny i značky RoHS (nebezpečné látky) a 80 Plus (účinnost zdroje). Účinnosti mohou být 80 + White (nejnižší), Bronze, Silver, Gold, Platinum a Titanium (nejvyšší). Norma Evropské unie EN61000-3-2 vyžaduje, aby byl každý napájecí systém vybaven PFC, který koriguje účiník (fázový posun proudu a napětí). Přívod ze zásuvky je obvykle pomocí konektoru IEC C14. Zdroj má většinou hlavní vypínač (kolébkový).
Napájení používá nucené chlazení, obvykle pomocí ventilátoru s průměrem 120 mm, který nasává teplý vzduch z vnitřku počítačové skříně a je skrze zdroj vyváděn ze skříně ven (slouží pro chlazení celého počítač). Ventilátor způsobuje hluk, a proto jsou dražší zdroje vybaveny řízením jeho otáček, využívají lepšího tvarování lopatek ventilátoru atp.
Rozměry ATX zdroje jsou: šířka 150 mm, výška 86 mm a hloubka obvykle 140 mm i když se mohou lišit v závislosti na výrobci.

### Pohotovostní režim
ATX zdroje jsou typicky trvale připojeny do elektrické sítě, ze které odebírají malý proud (tzv. pohotovostního režim). Zdroj trvale udržuje napětí 5 V (Standby) s malým výkonem na fialovém vodiči v P1 konektoru (+5VSB), který je zapojen do základní desky. Pomocí tohoto trvalého napájení jsou udržovány v provozu malé části obvodů na základní desce (napájení zapínacího tlačítka, napájení některých externích zařízení, například klávesnice atp.). Teprve po přivedení napětí (signálu) na zelený vodič P1 konektoru (PS_ON) je uveden napájecí zdroj do provozního stavu, což je signalizováno šedivým vodičem (Power good, PWR_OK).

### Power rating
Napájecí zdroje jsou rozděleny podle maximálního výkonu. Typické výkonové rozsahy pro domácí a kancelářské aplikace jsou v rozmezí od 300 W do 500 W (pro miniaturní a starší počítače i pod 300 W). Napájecí zdroje používané v počítačích pro hráče, servery a těžaře kryptoměn mají výkon vyšší (500 W až 1800 W), protože napájejí výkonné grafické karty nebo více mikroprocesorů na základní desce.
Někteří výrobci nadhodnocují výkon svých zdrojů kvůli marketingu (prodeji). Je to jeden z důsledků absence norem pro měřící podmínky. Nejčastěji se inzerují:
- hodnota špičkového výkonu (chvilkového) místo výkonu trvalého
- definice trvalého výkonu za nerealistických nízkých teplot (např. při pokojové teplotě, ačkoliv uvnitř zařízení je teplota okolo 40 °C)
- hodnoty pro odběr ze všech větví napájení (ačkoli je u moderních počítačů odebírán proud hlavně z 12 V větve)

### Konektory
Typicky jsou v napájecím zdroji přítomny následující konektory:
Hlavní napájecí konektorHlavní napájecí konektor (obvykle nazývaný P1) slouží pro připojení napájení k základní desce. Mívá 20 nebo 24 pinů. Je to největší konektor ze všech (na starších AT zdrojích byl tento konektor rozdělen na dvě části: P8 a P9, kdy každá část měla 6 vodičů). Napájecí zdroj s 24pinovým konektorem může být použit i na základní desce s konektorem 20pinovým. V případech, kdy má základní deska pouze 24pinový konektor, jsou některé zdroje dodávány se dvěma konektory (jeden s 20 piny a druhý se 4 piny), které tak dohromady tvoří jeden 24pinový konektor.
ATX12VATX12V je 4pinový napájecí konektor (někdy nazývaný P4), druhý, který je pro připojení k základní desce (kromě hlavního 24pinového), poskytuje zvláštní napájení pro procesor. Pro high-end desky a procesory je totiž zapotřebí více energie, proto EPS12V má 8 pinový konektor. U starších zdrojů se s tímto konektorem nesetkáte.
4pinový periferní MolexMolex (podle původního výrobce) je klasický konektor pro napájení starších pevných disků v počítači. Obsahuje čtyři vodiče: dva černé (zem), jeden červený (+5 V) a jeden žlutý (+12 V). Dříve používán i jako napájení pro 8″ a 5,25″ disketové jednotky. V některých případech jsou využívány jako dodatečné napájení pro různé karty.
4pinový BergBerg konektor (též Mini-konektor nebo mini-Molex) je malý napájecí konektor pro 3,5″ disketové jednotky. V některých případech může být použit jako pomocný konektor pro starší grafické karty AGP.
Pomocné napájecí konektoryExistuje několik typů pomocných konektorů, určených pro dodatečné napájení, pokud jsou k zapotřebí. Jedním z nich je například CPU Power s čtyřmi nebo 8 vodiči v závislosti na hardwaru, na který bude připojen.
SATA PowerSATA Power je 15pinový konektor pro komponenty, které používají SATA napájecí zásuvky. Tento konektor dodává napětí ve třech různých hodnotách: +3,3, +5 a +12 voltů.
6pinovéVětšina moderních počítačů dodává energii pomocí 6pinových konektorů, které obvykle využívají grafické karty PCI Express. Každý tento konektor může poskytovat maximálně 75 W.
6+2 pinyPro účely zpětné kompatibility jsou některé PCI grafické karty Express určeny pro tento druh pinové konfigurace. To umožňuje mí buď 6pinové nebo 8pinové karty, které mají být připojeny pomocí dvou samostatných modulů kabelového připojení do stejné zdířky: jeden s 6 kolíky a další se dvěma.
C14 IEC konektorC14 IEC konektor umožňuje s vhodným C13 kabelem napájení místní rozvodné sítě.

### Zařízení připojená ke zdroji
V osobním počítači jsou přímo připojeny k napájení následující součásti:
- základní deska
- pevné disky
- mechaniky (optické (CD-ROM, DVD), páskové, magnetické (ZIP disk, JAZ, FDD), magnetooptické a další)
- aktivní chladiče
- grafická karta
- další zařízení (např. mechaniky pro externí HDD, některé speciální moduly, kontrolky, podsvícení aj.)

Pro všechny další součásti je dodáváno napětí nepřímo ze základní desky (jakékoli rozšiřující karty, některé ventilátory, procesory, porty, LED kontrolky atd.).

## Notebooky
Většina přenosných počítačů má zdroje, které poskytují na výstupu výkon od 25 do 100 W.Herní notebooky mohou mít až 300 W Obvykle to jsou zdroje externí, které konvertují AC napětí na jedno stejnosměrné (nejčastěji 19 V), DC-DC konverze dále dochází v NTB, aby poskytl různá stejnosměrná napětí požadovaný různými složkami počítače.

## Servery
Některé servery používají jedno 12 V napájení. Všechna ostatní napětí jsou generována pomocí modulu regulace napětí na základní desce. Často mají servery také záložní zdroj.